# رتبه‌بندی دانشگاه‌های ایران

رتبه‌بندی دانشگاه‌های ایران  از سال ۱۳۸۹ توسط پایگاه استنادی علوم جهان اسلام انجام می‌شود. این رتبه‌بندی مطابق معیارهایی انجام می‌گیرد که توسط وزرای آموزش عالی و تحقیقات علمی کشورهای اسلامی (همچون وزارت علوم، تحقیقات و فناوری ایران) تصویب شده‌است.

## رتبه‌بندی دانشگاه‌های جامع وزارت علوم در سال ۹۴ - ۱۳۹۳
رتبه‌بندی دانشگاه‌های جامع وزارت علوم، تحقیقات و فناوری ایران در سال ۹۴ - ۱۳۹۳
| رتبه | نام دانشگاه                | امتیاز از ۱۰۰ |
| ---- | -------------------------- | ------------- |
| ۱    | دانشگاه تهران              | ۱۰۰           |
| ۲    | دانشگاه تربیت مدرس         | ۹۹٫۸۲         |
| ۳    | دانشگاه شیراز              | ۹۸٫۱۹         |
| ۴    | دانشگاه فردوسی مشهد        | ۹۷٫۳۵         |
| ۵    | دانشگاه تبریز              | ۸۸٫۸۲         |
| ۶    | دانشگاه شهید بهشتی         | ۸۶٫۸۸         |
| ۷    | دانشگاه اصفهان             | محرمانه       |
| ۸    | دانشگاه گیلان              | محرمانه       |
| ۹    | دانشگاه پیام نور           | محرمانه       |
| ۱۰   | دانشگاه شهید باهنر کرمان   | محرمانه       |
| ۱۱   | دانشگاه رازی               | محرمانه       |
| ۱۲   | دانشگاه بو علی سینا        | محرمانه       |
| ۱۳   | دانشگاه ارومیه             | محرمانه       |
| ۱۴   | دانشگاه سلمان فارسی کازرون | محرمانه       |

برگرفته شده از وبگاه دولتی پایگاه استنادی علوم جهان اسلام  

## رتبه‌بندی دانشگاه‌های صنعتی
رتبه‌بندی دانشگاه‌های صنعتی وزارت علوم، تحقیقات و فناوری ایران 
| رتبه | نام دانشگاه                        | امتیاز از ۱۰۰ |
| ---- | ---------------------------------- | ------------- |
| ۱    | دانشگاه صنعتی شریف                 | ۱۰۰           |
| ۲    | دانشگاه صنعتی امیرکبیر             | ۹۰،۶۷         |
| ۳    | دانشگاه علم و صنعت ایران           | ۷۳،۹          |
| ۴    | دانشگاه صنعتی اصفهان               | ۴۳،۲۹         |
| ۵    | دانشگاه صنعتی خواجه نصیرالدین طوسی | ۳۸،۳۴         |
| ۶    | دانشگاه صنعتی شاهرود               | محرمانه       |
| ۷    | دانشگاه صنعتی نوشیروانی بابل       | محرمانه       |
| ۸    | دانشگاه صنعتی شیراز                | محرمانه       |
| ۹    | دانشگاه صنعتی ارومیه               | محرمانه       |
| ۱۰   | دانشگاه صنعتی سهند                 | محرمانه       |
| ۱۱   | دانشگاه تحصیلات تکمیلی صنعتی کرمان | محرمانه       |
| ۱٢   | دانشگاه صنعتی اراک                 | محرمانه       |
| ۱٣   | دانشگاه صنعتی جندی‌شاپور دزفول      | محرمانه       |
| ۱۴   | دانشگاه صنعتی همدان                | محرمانه       |
| ۱۵   | دانشگاه صنعتی کرمانشاه             | محرمانه       |
| ۱۶   | دانشگاه صنعت آب و برق شهید عباسپور | محرمانه       |
| ۱٧   | دانشگاه صنعتی بیرجند               | محرمانه       |
| ۱٨   | دانشگاه صنعت نفت                   | محرمانه       |
| ۱٩   | دانشگاه صنعتی قم                   | محرمانه       |

برگرفته شده از وبگاه دولتی پایگاه استنادی علوم جهان اسلام  

## رتبه‌بندی پژوهشگاه‌ها
رتبه‌بندی پژوهشگاه‌ها و مؤسسات تحقیقاتی وزارت علوم، تحقیقات و فناوری ایران 
| رتبه | نام دانشگاه                                  | امتیاز از ۱۰۰ |
| ---- | -------------------------------------------- | ------------- |
| ۱    | پژوهشگاه دانش‌های بنیادی                      | ۱۰۰           |
| ۲    | پژوهشگاه پلیمر و پتروشیمی ایران              | ۴۱،۳          |
| ۳    | پژوهشگاه ملی مهندسی ژنتیک و زیست فناوری      | ۳۷،۴۵         |
| ۴    | پژوهشگاه مواد و انرژی                        | ۴۵،۹۳         |
| ۵    | سازمان پژوهش های علمی و صنعتی ایران          | ۳۲،۳          |
| ۶    | مؤسسه پژوهشی حکمت و فلسفه ایران              | محرمانه       |
| ۷    | پژوهشگاه شیمی و مهندسی شیمی ایران            | محرمانه       |
| ۸    | پژوهشگاه علوم و فناوری رنگ                   | محرمانه       |
| ۹    | پژوهشگاه بین‌المللی زلزله‌شناسی و مهندسی زلزله | محرمانه       |
| ۱۰   | پژوهشگاه فضایی ایران                         | محرمانه       |
| ۱۱   | پژوهشگاه علوم انسانی و مطالعات فرهنگی        | محرمانه       |

برگرفته شده از وبگاه دولتی پایگاه استنادی علوم جهان اسلام  

## رتبه‌بندی دانشگاه‌های وزارت بهداشت
رتبه‌بندی دانشگاه‌های وزارت بهداشت، درمان و آموزش پزشکی ایران
| رتبه | نام دانشگاه                                               | امتیاز از ۱۰۰ |
| ---- | --------------------------------------------------------- | ------------- |
| ۱    | دانشگاه علوم پزشکی و خدمات بهداشتی درمانی تهران           | ۱۰۰           |
| ۲    | دانشگاه علوم پزشکی و خدمات بهداشتی درمانی شهید بهشتی      | ۳۵،۱۱         |
| ۳    | دانشگاه علوم پزشکی و خدمات بهداشتی درمانی شیراز           | ۳۱،۴۱         |
| ۴    | دانشگاه علوم پزشکی و خدمات بهداشتی درمانی استان اصفهان    | ۲۵،۳۲         |
| ۵    | دانشگاه علوم پزشکی مشهد                                   | ۲۰،۲۷         |
| ۶    | دانشگاه علوم پزشکی و خدمات بهداشتی درمانی تبریز           | محرمانه       |
| ۷    | دانشگاه علوم پزشکی و خدمات بهداشتی درمانی جندی‌شاپور اهواز | محرمانه       |
| ۸    | دانشگاه علوم پزشکی و خدمات بهداشتی درمانی استان کرمان     | محرمانه       |
| ۹    | دانشگاه علوم پزشکی و خدمات بهداشتی درمانی مازندران        | محرمانه       |
| ۱۰   | دانشگاه علوم پزشکی و خدمات بهداشتی درمانی شهید صدوقی یزد  | محرمانه       |
| ۱۱   | دانشگاه علوم پزشکی و خدمات بهداشتی درمانی همدان           | محرمانه       |
| ۱۲   | دانشگاه علوم بهزیستی و توانبخشی                           | محرمانه       |
| ۱۳   | دانشگاه علوم پزشکی و خدمات بهداشتی درمانی گیلان           | محرمانه       |
| ۱۴   | دانشگاه علوم پزشکی و خدمات بهداشتی درمانی کاشان           | محرمانه       |
| ۱۵   | دانشگاه علوم پزشکی و خدمات بهداشتی درمانی بابل            | محرمانه       |
| ۱۶   | دانشگاه علوم پزشکی گلستان                                 | محرمانه       |
| ۱۷   | دانشگاه علوم پزشکی و خدمات بهداشتی درمانی استان بوشهر     | محرمانه       |
| ۱۸   | دانشگاه علوم پزشکی و خدمات بهداشتی درمانی قزوین           | محرمانه       |
| ۱۹   | دانشگاه علوم پزشکی و خدمات بهداشتی درمانی استان سمنان     | محرمانه       |
| ۲۰   | دانشگاه علوم پزشکی و خدمات بهداشتی درمانی رفسنجان         | محرمانه       |

برگرفته شده از وبگاه دولتی پایگاه استنادی علوم جهان اسلام  

## روش محاسبه
| موضوع                   | معیار | شاخص                                                                             | استاندارد        | وزن |  |
| پژوهش                   | A1    | کیفیت پژوهش                                                                      |                  | ۱۵  |  |
| (وزن کل:۵۷)             | A2    | کارایی پژوهش                                                                     |                  | ۱۵  |  |
|                         | A3    | حجم پژوهش                                                                        |                  | ۱۵  |  |
|                         | A4    | نرخ رشد کیفیت پژوهش                                                              |                  | ۵   |  |
|                         | A5    | نرخ رشد کارایی پژوهش                                                             |                  | ۵   |  |
|                         | A6    | ثبت نامه‌ها                                                                       |                  | ۲   |  |
| آموزش                   | B1    | اعضای هیأت علمی دارای جایزه                                                      |                  | ۶   |  |
| (وزن کل:۳۲)             | B2    | استادان پراستناد(Highly cited researchers)                                       | استانداردهای ISI | ۳   |  |
|                         |       |                                                                                  |                  |     |  |
|                         |       |                                                                                  | استانداردهای OIC | ۵   |  |
|                         | B3    | نسبت اعضای هیأت علمی دارای مدرک Ph.D به کل اعضای هیأت علمی                       |                  | ۴   |  |
|                         | B4    | فارغ التحصیلانی که جایزه گرفته‌اند                                                |                  | ۳   |  |
|                         | B5    | فارغ التحصیلان پر استناد                                                         | استانداردهای ISI | ۱   |  |
|                         |       |                                                                                  | استانداردهای OIC | ۲   |  |
|                         | B6    | نسبت اعضای هیأت علمی به دانشجو                                                   |                  | ۳   |  |
|                         | B7    | نسبت دانشجویان تحصیلات تکمیلی به کل دانشجویان                                    |                  | ۲   |  |
|                         | B8    | دانشجویان دارای جایزه در المپیادهای بین‌المللی                                    |                  | ۳   |  |
| وجهه بین المللی         | C1    | نسبت اعضای هیأت علمی بین‌المللی به کل اعضای هیأت علمی                             |                  | ۲   |  |
| (وزن کل:۶٫۵)            | C2    | نسبت دانشجویان بین‌المللی به کل دانشجویان                                         |                  | ۱   |  |
|                         | C3    | نسبت اعضای هیأت علمی دارای مدرک Ph.D خارجی به کل اعضای هیأت علمی دارای مدرک Ph.D |                  | ۱٫۵ |  |
|                         | C 4   | کنفرانس‌های بین المللی                                                            |                  | ۱٫۵ |  |
|                         | C 5   | همکاری‌های بین المللی                                                             |                  | ۰٫۵ |  |
| تسهیلات(امکانات)        | D1    | سرانه تعداد عناوین کتاب به ازای هر دانشجو                                        |                  | ۱   |  |
| (وزن کل:۲)              | D2    | تعداد مؤسسات / مراکز تحقیقاتی دانشگاه                                            |                  | ۱   |  |
| فعالیت اجتماعی- اقتصادی | E1    | تعداد مؤسسات و شرکت‌های spin-off                                                  |                  | ۱   |  |
| (وزن کل:۲٫۵)            | E2    | تعداد مراکز رشد (به صورت مستقل یا در درون پارک‌های علم و فناوری)                  |                  | ۱   |  |